# José de Sande Magalhães Mexia Salema
José de Sande Magalhães Mexia Salema (Ferreirós do Dão, Tondela, 16 de outubro de 1816 — Lisboa, 19 de dezembro de 1893) foi um magistrado que, entre outras funções de relevo, foi deputado às Cortes, presidente do Tribunal da Relação de Lisboa, Ministro dos Negócios Eclesiásticos e de Justiça do 35.º governo da Monarquia Constitucional, o 1.º governo do Rotativismo, em funções de 5 de março de 1877 a 29 de janeiro de 1878, e par do Reino.

## Biografia
Nasceu em Ferreirós do Dão, concelho de Tondela, filho de Joaquim de Magalhães Mexia Macedo, desembargador da Casa da Suplicação, e de sua esposa, Catarina José Baião de Lança Pereira de Sande Salema, senhora do Morgado do Poço Mau. Foi irmão de Jerónimo de Magalhães Baião de Sande da Lança Mexia Salema (1811-1875), 1.º visconde do Torrão.
Formou-se em Direito na Universidade de Coimbra em 1840. Iniciou a carreira na magistratura como delegado do procurador régio em Reguengos de Monsaraz em 1841-1843, função que também desempenhou em Estremoz, em 1843-1844, Setúbal, em 1844-1847, e Coimbra, em 1847, sendo neste último ano colocado como ajudante do procurador régio do Porto.
Durante a guerra civil da Patuleia, integrou os Batalhões Nacionais. 
Foi promovido a juiz de Direito de 1.ª instância e colocado na comarca de Arganil (1854), onde esteve envolvido no processo contra os bandoleiros Brandões. Nos anos seguintes, foi colocado no 2.º distrito criminal de Lisboa (1855) e depoois sucessivamente nas 3.ª e 6.ª varas cíveis da comarca de Lisboa
Em 1870 foi colocado no Tribunal da Relação dos Açores, em Ponta Delgada, do qual foi vice-presidente e presidente. Em 1876, foi transferido para o Tribunal da Relação do Porto e, em 1877, para o Tribunal da Relação de Lisboa. Foi nomeado presidente da Relação de Lisboa por decreto de 2 de julho de 1883, com tomada de posse a 4 de julho do mesmo ano. Terminou a sua carreira como juiz conselheiro do Supremo Tribunal de Justiça, para onde foi nomeado em 1884.
Foi eleito deputado em quatro legislaturas (1865-1868, 1870-1871, 1871-1874, 1875-1878) e elevado a par do Reino em 1880. Foi vice-presidente da Câmara dos Pares. Foi um dos iniciadores do Partido Conservador Liberal.
Foi ainda administrador do Crédito Predial Português (1886-1893). 
Foi Ministro e Secretário de Estado dos Negócios Eclesiásticos e de Justiça do 35.º governo da Monarquia Constitucional, o 1.º governo do Rotativismo, presidido pelo duque de Ávila, em funções de 5 de março de 1877 a 29 de janeiro de 1878.
Foi a graciado com a grã-cruz da Ordem de Nossa Senhora da Conceição de Vila Viçosa (1887) e possuía várias outras condecorações honoríficas nacionais e estrangeiras.